# 营前镇
营前镇，是中华人民共和国江西省赣州市上犹县下辖的一个乡镇级行政单位。

## 行政区划
营前镇下辖以下地区：
营前社区、蛛岭村、象牙村、梅里村、蕉里村、下湾村、上湾村、合河村、石溪村和新溪村。